# Madison R. Smith

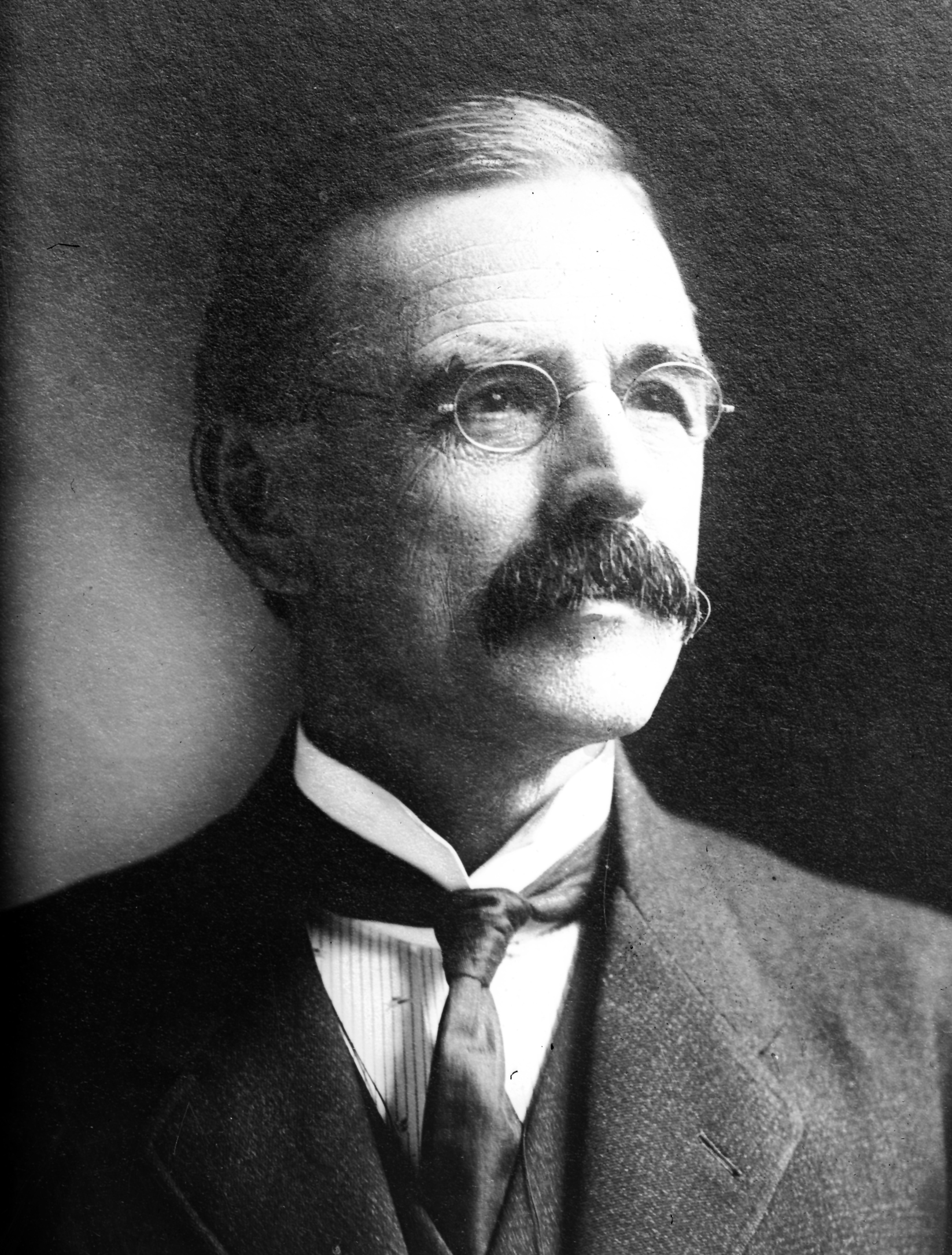
Madison R. Smith

Madison Roswell Smith (* 9. Juli 1850 in Glen Allen, Bollinger County, Missouri; † 18. Juni 1919 in Farmington, Missouri) war ein US-amerikanischer Politiker. Zwischen 1907 und 1909 vertrat er den Bundesstaat Missouri im US-Repräsentantenhaus.

## Werdegang
Madison Smith besuchte die öffentlichen Schulen seiner Heimat und das Central College in Fayette. Nach einem anschließenden Jurastudium und seiner 1874 erfolgten Zulassung als Rechtsanwalt begann er an 1877 in Marble Hill in diesem Beruf zu arbeiten. Zwischenzeitlich war er auch als Lehrer tätig. Zwischen 1878 und 1882 fungierte Smith als Staatsanwalt im Bollinger County. Gleichzeitig schlug er als Mitglied der Demokratischen Partei eine politische Laufbahn ein. Von 1884 bis 1888 gehörte er dem Senat von Missouri an. Vier Jahre lang arbeitete Smith für das Berufungsgericht in St. Louis, wo er als Verleger für die Veröffentlichung der Gerichtsbeschlüsse verantwortlich war. In den Jahren 1896 und 1912 war er Delegierter zu den jeweiligen Democratic National Conventions.
Bei den Kongresswahlen des Jahres 1906 wurde Smith im 13. Wahlbezirk von Missouri in das US-Repräsentantenhaus in Washington, D.C. gewählt, wo er am 4. März 1907 die Nachfolge von Marion E. Rhodes antrat. Da er im Jahr 1908 dem Republikaner Politte Elvins unterlag, konnte er bis zum 3. März 1909 nur eine Legislaturperiode im Kongress absolvieren. Zwischen 1902 und 1912 arbeitete er für die Firma Federal Trust Co. in St. Louis, an deren Gründung er beteiligt war. Von 1912 bis 1914 war Smith Botschafter der Vereinigten Staaten in Haiti; sein Nachfolger dort wurde Arthur Bailly-Blanchard. In den folgenden Jahren praktizierte er wieder als Anwalt. Madison Smith starb am 18. Juni 1919 in Farmington.